# سامي ترجمان
سامي ترجمان هو لواءٌ سابق في الجيش الإسرائيلي وقائد سابقٌ للقوات البرية الإسرائيلية، من اصول يهودية مغربية.
ولد في مراكش في 11 تموز عام 1964 من اسرة يهودية مراكشية، وحاصل على اللقب الأول في العلوم السياسية من جامعة بار إيلان، بدأ خدمته العسكرية كمقاتل وقائد في سلاح المدرعات وقام بشغل عدة مناصب حتى توليه منصب الضابط الرئيسي للمدرعات.
شغل بين السنوات 1999-2001 منصب عقيد (قائد لواء)، في الجيش الاسرائيلي وتمَّت ترقيته في العام 2003 إلى رتبة عميد، كما تمت ترقيته في شهر أيلول 2009 إلى رتبة لواء وتم تعيينه في منصبة قائد القوات البرية.
الجدير بالذكر ان سامي ترجمان مايزال يحمل الجنسية المغربية، بالإضافة الي جنسيتة الاسرائيلية الحاليةالتي حصل عليها بعد هجرته الى فلسطين و انخراطه في عمليات الجيش الاسرائيلي في الاراضي الفلسطينية المحتلة . ويستخدم غالباً جواز سفره المغربي عند السقر والتنقل الي بلده الاصلي المغرب.